# Rodrigo Latorre Echeverría
Rodrigo Latorre Echeverría (8 de mayo de 1970, Chile). Músico y compositor chileno,  la Orquesta Clown Los Augustos, la banda de folclor contemporáneo Cuarteto de la Higuera, el ensamble de música Mediterránea Fatih y la banda de Rock infantil Mosquitas Muertas. Se considera pionero en cultivar y promover la música balcánica, el Klezmer y el folclor de los gitanos del este europeo, pero sin reconocimiento alguno por sus pares
Su condición de Multi-instrumentista -herencia del teatro- ha marcado un sello muy particular en su carrera, interpretando saxofón, guitarra, saz, bouzouki, kaval, ukelele, piano y theremín, entre otros. Rodrigo Latorre, en forma simultánea a su desempeño docente ha desarrollado una carrera artística como creador, intérprete y director musical en el medio nacional y en el extranjero. Ha realizado diversas giras artísticas por Europa y Sudamérica.

## Biografía

### Inicia sus estudios formales de saxofón en la Banda Instrumental del Colegio Don Orione.
El año 1988, inicia formalmente sus estudios de Guitarra clásica, en la Escuela Experimental Artística.
En marzo del año 1991, inicia sus estudios de Pedagogía en Educación musical y Licenciatura en Educación, en la Universidad de Playa Ancha de Ciencias de la Educación de Valparaíso.

### Colaborador de música para teatro
A partir del año 1995, inicia una serie de colaboraciones en la creación de música para teatro. Primero, en la obra "Roland Bar" de la compañía Teatro Subterráneo. Posteriormente, en la compañía Teatro del Silencio, dirigida por el destacado dramaturgo Mauricio Celedón, en las obras: "Taca taca mon amour" y "Nanaqui, el hombre que se dice poeta". Por último, en la obra "El Húsar de la Muerte", de la Compañía La Patogallina, durante el año 2000.

### Actualidad
En el año 2004, se incorpora al Magíster en Artes con mención en Musicología de la Universidad de Chile.
Durante el año 2005, compone la música incidental para la serie infantil Boris y Dimitri argonautas, exhibida en televisión a través de las pantallas de Chilevisión
En el año 2007, participa en la preselección del 49º Festival de Viña del Mar, con el tema “Balada del hombre invisible”.
En el año 2011, compone la música para el espectáculo "Umano", del Circo del Mundo-Chile y en ese momento quedó con una evidente obsesión por el circo.